# الرابطة البرلمانية 1972–73
الرابطة البرلمانية 1972–73 (بالإنجليزية: 1972–73 Isthmian League)‏ هو موسم من دوري إسثميان. فاز فيه Hendon F.C. ‏.